# 성지중학교 (대구)
성지중학교(城池中學校)는 대한민국 대구광역시 달서구 이곡동에 있는 공립 중학교이다.

## 학교 연혁
- 1999년 11월 5일 : 성지중학교 설립 인가 (36학급, 제106회 교위 의결)
- 2001년 3월 5일 : 제1회 입학식(495명 12학급)
- 2012년 12월 21일 : 일송관 개관
- 2015년 3월 10일 : 인조 잔디구장 준공
- 2021년 3월 2일 : 제9대 장경희 교장 취임
- 2021년 3월 2일 : 입학식(212명 9학급)
- 2021년 1월 5일 : 예술공감터 구축
- 2022년 1월 27일 : 제19회 졸업식(224명, 누계 7,737명)

## 참고 자료
- 성지중학교 - 한국교육학술정보원 학교알리미